# Talegalla
Talegalla là một chi chim trong họ Megapodiidae.

## Các loài
- Talegalla cuvieri
- Talegalla fuscirostris
- Talegalla jobiensis